# Table des caractères Unicode/U2D000
Cette page contient des caractères spéciaux ou non latins. S’ils s’affichent mal (▯, ?, etc.), consultez la page d’aide Unicode.
Table des caractères Unicode U+2D000 à U+2DFFF.

## IdéogrammesunifiésCJC- extension F
Cette portion sert aux Idéogrammes unifiés CJC - extension F.

### Table des caractères
|               | 0 | 1 | 2 | 3 | 4 | 5 | 6 | 7 | 8 | 9 | A | B | C | D | E | F |
| ------------- | - | - | - | - | - | - | - | - | - | - | - | - | - | - | - | - |
| 2D00 ... 2DFF |   |   |   |   |   |   |   |   |   |   |   |   |   |   |   |   |